# Velika loža Zahodne Avstralije
Velika loža Zahodne Avstralije je prostozidarska velika loža v Zahodni Avstraliji, ki je bila ustanovljena 27. februarja 1900.
Združuje 199 lož, ki imajo skupaj 8.000 članov.